# Friedrich Federau
Friedrich Federau (* 20. Mai 1755 in Lübeck; † 8. Juni 1840) war ein deutscher Philologe, Pädagoge und Bibliothekar.

## Leben
Federau war der Sohn eines aus Königsberg zugewanderten Bäckers. Er besuchte das Katharineum zu Lübeck und studierte an den Universitäten von Jena und ab 1779 Göttingen. Nach seiner Rückkehr nach Lübeck begann er seine Lehrtätigkeit am Katharineum. 1783 wurde er als Nachfolger von Ludwig Suhl zum Subrektor erwählt. 1789 war er einer der 25 Gründer der Gesellschaft zur Beförderung gemeinnütziger Tätigkeit. 1796 wurde er Konrektor, 1801 Prorektor. 1806 ernannte ihn der Senat zum Professor. Am 20. März 1822 wurde er in den Ruhestand versetzt. Seit der Zeit hörte er nicht auf, sich in den mannichfaltigsten Zweigen der Literatur mit Lust zu bewegen, so wie er an Allem, was sich um ihn begab, gemüthlichen Antheil nahm.
Mit Federaus Amt als Subrektor von 1783 bis 1796 war traditionell die Leitung der Lübecker Stadtbibliothek verbunden. Federau widmete sich der Katalogisierung der Scharbauischen Bibliothek, die der Pastor Heinrich Scharbau zusammen mit Erwerbungsmitteln der Stadtbibliothek testamentarisch hatte zukommen lassen, mit der Bedingung, dass sie separat aufzustellen und zu verwalten sei. Von 1788 bis 1790 legte Federau den Realkatalog dieses Bestandes in 3 Foliobänden an: Teil 1: Theologie; Teil 2: Geschichte; Teil 3: Philologie und Philosophie. Jedes Fachgebiet ist nach Formaten, innerhalb dieser grob systematisch gegliedert. Federaus Katalog wurde noch bis ins späte 19. Jahrhundert fortgeführt. Sein Nachfolger wurde Heinrich Kunhardt.

## Werke
- Herrn John Richardson’s Abhandlung über Sprachen, Litteratur und Gebräuche morgenländischer Völker. Leipzig: Weygand 1779

Digitalisat des Exemplars der Bayerischen Staatsbibliothek
- Vom Wohlwollen: Historisch und philosophisch in Briefen. Leipzig: Weygand 1781

Digitalisat des Exemplars der Bayerischen Staatsbibliothek
- Von Bibliotheken. Lübeck: Green 1789
- Beruhigung für die Gegenwart und Aufforderung zur Anschickung auf bessere Zeiten. Lübeck 1810
- Ueber Charakterlosigkeit und Charakter. Lübeck 1816
- Von der Entlassung und Vergrösserung der englischen Nationalschuld. 1821